# Gorō Taniguchi
Gorō Taniguchi (谷口 悟朗 Taniguchi Gorō?,  nació el 18 de octubre de 1966) es un director de anime de Japón, escritor, productor y artista de guion gráfico, que destaca entre los nuevos directores de Sunrise INC. Nació en Nisshin, Aichi (Japón).

## Trabajos

### Anime
- Zettai Muteki Raijin-Oh (storyboards, director de episodios; 1991)
- Genki Bakuhatsu Ganbaruger (storyboards, director de episodios; 1992)
- Nekketsu Saikyo Gozaurer (storyboards, director de episodios; 1993)
- Mobile Fighter G Gundam (storyboards, director de episodios; 1994)
- Jūsenshi Gulkeeva (storyboards, director de episodios; 1995)
- New Mobile Report Gundam Wing (storyboards; 1995)
- Brave Command Dagwon (storyboards, director de episodios; 1996)
- After War Gundam X (storyboards; 1996)
- Reideen the Superior (storyboards, director de episodios; 1996)
- The King of Braves GaoGaiGar (storyboards, director de episodios; 1997)
- Kochira Katsushika-ku Kameari Kōen-mae Hashutsujo (storyboards; 1997)
- Gasaraki (director asistente, storyboards, director de episodios; 1998)
- Infinite Ryvius (director, storyboards, director de episodios; 1999)
- s-CRY-ed (director, storyboards, director de episodios; 2001)
- Daigunder (storyboards, 2002)
- Shinkon Gattai Godannar: 1st (storyboards de ep. 3; 2003)
- Planetes (director, gerente de storyboards, director de episodios; 2003)
- Mai-HiME (2004)
- Honey and Clover (storyboards del ep. 5; 2005)
- Gun Sword (director, storyboards; 2005)
- SoltyRei (2005)
- Code Geass: Lelouch of the Rebellion (director, original story, storyboards; 2006)
- Bamboo Blade (2007)
- Code Geass: Lelouch of the Rebellion R2 (director, original story; 2008)
- Linebarrels of Iron (creative producer; 2008)
- Jungle Emperor Leo (2009 remake) (director, 2009)
- Dogs: Stray Dogs Howling in the Dark (2009)

### OVA
- One Piece: Defeat The Pirate Ganzack (director; 1998) (producción especial de Super Jump Anime Tour)
- Kanzen Shōri Daitei Ō (storyboards; 2001)

### Manga
- Code Geass: Jet-Black Renya (script; 2010)[1]
- Atrail (Historia), 6 Volúmenes.